# Barry Cunliffe
Barry Cunliffe, nome completo Barrington Windsor Cunliffe (Commander of the OBE) (10 dicembre 1939), è un archeologo britannico.
È stato professore di archeologia europea all'Università di Oxford dal 1972 al 2007.
Nel 1963 divenne Lecturer presso l'Università di Bristol. Affascinato dai resti romani nei pressi di Bath si lanciò in un programma di scavi e pubblicazioni. La sua energia e la sua intelligenza lo fecero distinguere, e nel 1966 divenne un inusualmente giovane professore di Archeologia del dipartimento appena fondato presso l'Università di Southampton. Lì venne coinvolto negli scavi (1961-8) della villa romana di Fishbourne, solitamente chiamata Palazzo per la sua estensione.
Si allontanò dal periodo romano per dedicarsi all'Età del Ferro: iniziò una lunga serie di scavi (1969-1988) a Danebury nello Hampshire. Continuò il suo lavoro a Danebury anche dopo esser trasferito a Oxford nel 1972, e attualmente è coinvolto nel Danebury Environs Project. Il suo interesse per l'Età del Ferro lo ha portato a produrre numerose pubblicazioni e a diventare un'autorità riconosciuta sulla civiltà celtica.
È stato a capo del Museo di Londra. Attualmente è Emeritus Professor all'Università di Oxford.

## Libri
- The Roman Occupation, Introduction, Cumberland and Westmorland, The Buildings of England, Nikolaus Pevsner, Harmondsworth: Penguin (1967)
- Roman Hampshire, Introduction, Hampshire and the Isle of Wight, The Buildings of England, Nikolaus Pevsner, Harmondsworth: Penguin (1967)
- The Roman Occupation, Introduction, Worcestershire, The Buildings of England, Nikolaus Pevsner, Harmondsworth: Penguin (1968)
- Roman Kent, Introduction, North East and East Kent, The Buildings of England, Nikolaus Pevsner, Harmondsworth: Penguin (1969)
- Fishbourne: A Roman Palace and Its Garden (1971)
- The Regni (1973) in the 'Peoples of Roman Britain series Ed.Keith Brannigan, pub. Duckworth (1973) ISBN 0-7156-0699-9
- Iron Age Communities in Britain (1974) ISBN 0-7100-8725-X (4th edition, Jan 2005)
- Excavations in Bath 1950-1975 (1979)
- Danebury: Anatomy of an Iron Age Hillfort (1983)
- Roman Bath Discovered (1984)
- The Celtic World (1987)
- Greeks, Romans and Barbarians (1988)
- Wessex to AD 1000 (1993)
- The Ancient Celts (1997) ISBN 0-14-025422-6, 2nd edition (2018).
- Facing the Ocean: The Atlantic and Its Peoples, 8000 BC to AD 1500 (2001, Oxford University Press)
- The Oxford Illustrated History of Prehistoric Europe (2001)
- The Extraordinary Voyage of Pytheas the Greek: The Man Who Discovered Britain (2001), Walker & Co; ISBN 0-8027-1393-9 (2002 Penguin ed. with new post-script: ISBN 0-14-200254-2)
- The Celts: A Very Short Introduction (2003), Oxford University Press
- England's Landscape: The West (English Heritage 2006)
- Europe Between the Oceans: 9000 BC-AD 1000 (2008) ISBN 0-300-11923-2
- A Valley in La Rioja: The Najerilla Project, with Gary Lock (Oxford Univ School of Archaeology 2010)
- Druids: A Very Short Introduction (2010), Oxford University Press
- Celtic from the West. Alternative perspectives from archaeology, genetics and literature. (Oxford: Oxbow Books). 2010.
- Britain Begins (Oxford University Press 2012)
- By Steppe, Desert, and Ocean: The Birth of Eurasia (Oxford University Press 2015)
- On the Ocean: The Mediterranean and the Atlantic from prehistory to AD 1500 (Oxford University Press 2017) ISBN 978-0198757894
- The Scythians: Nomad Warriors of the Steppe (Oxford University Press 2019)